# Ernst Dinkelman
Pas d'image ? Cliquez ici

a Compétitions nationales et continentales officielles uniquement.

b Matchs officiels uniquement.
Dernière mise à jour le 22 novembre 2024.
Ernst Erich Dinkelman, né le 14 mai 1927 à Ermelo (Afrique du Sud) et mort le 22 octobre 2010 à Nelspruit (Afrique du Sud), est un joueur de rugby à XV sud-africain qui a joué avec l'équipe d'Afrique du Sud. Il évoluait au poste de deuxième ligne.

## Biographie
Il a disputé son premier test match le 24 novembre 1951 contre l'Écosse. Il joua son dernier test match contre les Australiens le 5 septembre 1953.
Les Springboks font une tournée en Grande-Bretagne, en Irlande et en France en 1951-1952. 
Les Springboks de 1951-1952 ont marqué l'histoire. Ils l'emportent sur l’Écosse 44-0, l'Irlande 17-5, sur le pays de Galles 6-3, ils gagnent l'Angleterre 8-3. Ils gagnent ensuite à Paris 25-3 contre la France après une victoire contre les Barbarians. 
Ernst Dinkelman fait partie de cette tournée. Il a inscrit un essai contre l'Écosse.
En 1953, les Springboks disputent une série de 4 matchs contre les Wallabies et pour le premier test à l'Ellis Park, c'est une victoire de l'Afrique du Sud 25-3. Les Australiens sortent applaudis debout le 5 septembre 1953 à Newlands au Cap après une victoire 18-14 dans le deuxième test. Le capitaine wallaby John Solomon est porté en triomphe par deux joueurs sud-africains. C'était la première défaite des Springboks depuis 15 ans et 1938. Les deux matchs suivants se traduisent par deux victoires sud-africaines.
Ernst Dinkelman joue deux des quatre matchs.
En 6 matchs, il compte 5 victoires et 1 défaite.  
Il a évolué avec la Northern Transvaal avec qui il dispute la Currie Cup.   

## Palmarès
- 6 test matchs avec l'équipe d'Afrique du Sud
- 5 victoires, 1 défaite
- 2 essais
- Test matchs par année : 2 en 1951, 2 en 1952, 2 en 1953

- grand chelem 1951-1952